# Heinz Adler (Ingenieur)
Heinz Adler (* 7. Mai 1909 in Stötteritz; † 18. Oktober 1988) war ein deutscher Ingenieur und Hochschullehrer. Er galt als Fachmann für Polygraphie und Papierverarbeitung.

## Leben und Werk
Er war der Sohn eines im Leipziger Druckmaschinenbau tätigen Ingenieurs. Nach dem Schulbesuch studierte er. Das Studium schloss er als Diplom-Ingenieur ab. 1956 wurde Adler mit der Wahrnehmung einer Professur mit Lehrauftrag an der Hochschule für Maschinenbau, der heutigen Technischen Universität Chemnitz beauftragt. Er lehrte Maschinenbau und war gleichzeitig Direktor des Instituts für Polygraphie und Papierverarbeitungsmaschinen in Karl-Marx-Stadt. 1975 holte er die bis dahin fehlende Promotion an der Fakultät für Maschineningenieurwesen an der Technischen Hochschule Karl-Marx-Stadt nach. Zeitweise war er auch Dekan der Fakultät für Maschinenbau. Zuletzt war er Professor des Lehrstuhls Konstruktion polygrafischer Maschinen. Bleibende Verdienste hat er sich um den Aufbau des Wissenschaftsbereiches Polygrafische Technik an der TH Karl-Marx-Stadt erworben.

## Schriften
- (Mitautor): Taschenbuch Maschinenbau. Band 3/I und 3/II Stoffumformung, VEB Verlag Technik, Berlin 1969.
- Erarbeitung und Darstellung von Querschnittsproblemen der polygrafischen und der Verarbeitungstechnik. Karl-Marx-Stadt o. J. [um 1975]

## Ehrungen
- Verdienter Techniker des Volkes

## Nachlass
Der wissenschaftliche Nachlass von Heinz Adler befindet sich im Universitätsarchiv Chemnitz.